# Antoni Lluís Trobat i Alemany
Antoni Lluís Trobat i Alemany (Palma, 1981) és un periodista i escriptor mallorquí. És llicenciat en Història per la Universitat de les Illes Balears i per la Universitat de Barcelona. Ha estat responsable de Relacions Internacionals al Centre Internacional Escarré per a les Minories Ètniques i Nacionals. Col·labora habitualment en mitjans com Ara Balears, Crític o El Temps.

## Obra publicada
- Un país anomenat Nosaltres: 61 opinions per fer camí. Illa Edicions, 2018. ISBN 978-84-947890-3-8.[5][6]
- Nou sobiranisme i feminismes: identitat i democràcia al segle xxi. Lleonard Muntaner, 2019. ISBN 978-84-17153-87-8.